# Porcuna
Porcuna település Spanyolországban, Jaén tartományban. Porcuna Cañete de las Torres, Lopera, Arjona, Torredonjimeno, Higuera de Calatrava, Valenzuela és Baena községekkel határos. Lakosainak száma 5907 fő (2024).

## Népesség
A település népessége az elmúlt években az alábbi módon változott:
| Lakosok száma | 7042 | 6935 | 6847 | 6868 | 6806 | 6630 | 6403 | 6235 | 6080 | 5907 |
|               | 2001 | 2004 | 2007 | 2009 | 2012 | 2014 | 2017 | 2019 | 2022 | 2024 |